# Pål Sverre Hagen
Pål Sverre Valheim Hagen, född 6 november 1980 i Stavanger, är en norsk skådespelare.
Hagen har bland annat medverkat i TV-serien Exit. Han har även medverkat i filmerna Mysteriet Ragnarök och Allt blir bra.

## Filmografi (i urval)
- 2013 – Mysteriet Ragnarök
- 2016 – Flaskpost från P
- 2018 – Sonja
- 2019–2023 – Exit (TV-serie)
- 2019 – Ut och stjäla hästar
- 2021–2023 – Furia (TV-serie)
- 2024 – Släpp taget
- 2025 – Blindspår (TV-serie)
- 2025 – Rekviem for Selina (TV-serie)